# هنري ويليامسون هاينز
هنري ويليامسون هاينز (بالإنجليزية: Henry Williamson Haynes)‏ هو عالم إنسان وأستاذ جامعي وأمين مكتبة أمريكي، ولد في 1831 في بانجور في الولايات المتحدة، وتوفي في 1912 في بوسطن في الولايات المتحدة.